# Giwi Dschawachischwili
Giwi Dschawachischwili (georgisch გივი ჯავახიშვილი; * 18. Dezember 1912 in Tiflis, Russisches Kaiserreich, heute Georgien; † 10. November 1985 Tiflis, Georgische SSR, UdSSR) war ein georgischer Politiker und von 1953 bis 1975 Vorsitzender des Ministerrates der Georgischen SSR.

## Leben
Giwi Dschawachischwili wurde als Sohn des Arztes Dmitri Dschawachischwili und der Ana Magalaschwili geboren. 1934 absolvierte er das Südkaukasische Industrieinstitut als Diplom-Ingenieurgeologe. Ab 1934 bis 1952 arbeitete er in verschiedenen lokalen und Parteiorganisationen. 1952 wurde er als Vize-Bürgermeister, im gleichen Jahr als Oberbürgermeister von Tiflis eingesetzt. Von April bis September 1953 war er stellvertretender Vorsitzender des  Ministerrates der Georgischen SSR und danach bis 18. Dezember 1975 dessen Vorsitzender.
In seiner Amtszeit leitete er die Kommission für den Schutz der georgischen Sprache. 1968 war er der Vorsitzende der Kommission zum 800.sten Geburtstag des Dichters Schota Rustaweli. Er war mehrfach Abgeordneter des Hohen Rates der Georgischen SSR und UdSSR. Zweimal leitete Dschawachischwili die georgische Delegation bei einer Expo: 1958 in Brüssel und 1968 in Montreal.
1961 hielt Dschawachischwili bei der Versammlung der KPdSU in Moskau eine Rede hielt, in der er im Namen der georgischen Delegation die Überführung der sterblichen Überreste Stalins aus seinem Mausoleum forderte.
Auf Initiative und mit Unterstützung von Dschawachischwili wurden in Tiflis eine Philharmonie und ein Sportpalast gebaut. Im Jahr 1966 hat er die erste U-Bahn-Station in Tiflis eröffnet.
In seiner Amtszeit als Vorsitzender, der längsten in der Geschichte von Georgien, erhielt Dschawachischwili Besuche von Jawaharlal Nehru, Margrethe II., Georges Pompidou, Mohammad Reza Pahlavi und Fidel Castro.